# L'Incendie (chanson)
Pour les articles homonymes, voir L'Incendie.
Singles de Vanessa Paradis
Dès que j'te vois 
 (octobre 2007) Les Piles (en duo avec Matthieu Chédid) 
 (septembre 2008)
Pistes de Divinidylle
Junior suite Irrésistiblement
L'Incendie est le 24e single de Vanessa Paradis. Il est lancé en radio en février 2008 et disponible en téléchargement légal en mars 2008. Il s'agit du 3e extrait de l'album Divinidylle.
La photo de la pochette a été réalisée par le photographe Claude Gassian.

## Versions
Vanessa interprète ce titre lors du Divinidylle Tour en 2007/2008, de sa Tournée Acoustique en 2010/2011 et du Love Songs Tour en 2013.
Elle interprète également cette chanson en version live lors de la 23e cérémonie des Victoires de la Musique le 8 mars 2008.

## Le clip
Le clip de L'Incendie a été réalisé par Johnny Depp à Los-Angeles.

On y voit Vanessa chanter sur la scène d'un théâtre fermé. L'ambiance est très rétro "années 40". Sur quelques plans, on aperçoit Johnny Depp de dos, que l'on reconnaît grâce à son chapeau.

Le clip est mis en télé en février 2008.

## Musiciens
- Piano / Batterie / Percussions : Patrice Renson
- Guitares : Matthieu Chédid
- Ondes Martenot : Thomas Bloch
- chœurs : Vanessa Paradis / Matthieu Chédid / Céline B
- Mixeur : Olivier Lude